# 983년

## 연호
- 북송(北宋) 태평흥국(太平興國) 8년
- 요(遼) 건형(乾亨) 5년 / 통화(統和) 원년
- 일본(日本) 덴겐(天元) 6년 / 에이간(永観) 원년
- 전 레 왕조(前黎朝) 티엔푹(天福) 4년

## 기년
- 북송(北宋) 태종(太宗) 8년
- 요(遼) 성종(聖宗) 2년
- 고려(高麗) 성종(成宗) 2년
- 전 레 왕조(前黎朝) 대행제(大行帝) 4년

## 사건
- 고려의 성종이 전국 주요 지역인 양주(楊州)·해주(海州)·광주(廣州)·충주(忠州)·청주(淸州)·공주(公州)·진주(晋州)·상주(尙州)·전주(全州)·나주(羅州)·승주(昇州)·황주(黃州) 에 십이목(十二牧)을 설치하고[1] 정3품의 목사(牧使)를 파견하기 시작하였다.
- 고려의 감찰기관 사헌대가 설치

## 사망
- 12월 7일 - 오토 2세, 신성 로마 제국 오토 왕가의 3번째 왕.
- 고려(高麗)의 왕비(王妃) 신정왕후(神靜王后)